# Elaeagnus epitricha
Elaeagnus epitricha là một loài thực vật có hoa trong họ Elaeagnaceae. Loài này được Momiy. ex H.Ohba mô tả khoa học đầu tiên năm 1999.